# Nareh
Nareh (persiska: نره) är en ort i Iran.   Den ligger i provinsen Hormozgan, i den södra delen av landet, 1 000 km söder om huvudstaden Teheran. Nareh ligger 69 meter över havet och antalet invånare är 373.
Terrängen runt Nareh är varierad. Runt Nareh är det ganska glesbefolkat, med 50 invånare per kvadratkilometer. Närmaste större samhälle är Keseh, 11,3 km sydost om Nareh. Trakten runt Nareh är ofruktbar med lite eller ingen växtlighet.